# Міжнародний рух капіталу
Міжнаро́дний рух капіта́лу — транснаціональне переміщення  певної вартості в товарній чи грошовій формі з метою отримання прибутку чи підприємницької вигоди.
Див. ще: Інвестиції

## Причини міжнародного переміщення капіталу
Основною причиною експорту (вивозу) капіталу за кордон є його відносний надлишок. Це знаходить прояв в насиченні внутрішнього ринку такою кількістю капіталу, коли його застосування на національному ринку не приносить прибутку, або веде до його зменшення. Пошук сфер прибуткового вкладення капіталу штовхає за межі національної економіки.
В основі міжнародного руху капіталу лежать також процеси інтернаціоналізації виробництва, розвиток і поглиблення міжнародних економічних, політичних, культурних та інших відносин між країнами.
Серед інших причин вивезення капіталу можна також виділити:
- відмінності у витратах виробництва
- бажання обійти тарифні і нетарифні обмеження
- бажання захистити свій капітал від інфляції
- непередбачуваність економічної і політичної ситуації в країні
- прагнення на довгий період забезпечити задоволення своїх економічних, політичних та інших інтересів на території тієї чи іншої країни.

З іншого боку, завжди є країни, в яких відчувається дефіцит інвестиційних ресурсів, капіталу в грошовій формі. Також країни можуть прагнути залучити іноземні технології в національне виробництво, підвищити його науково-технічний і технологічний рівень, здійснити структурну перебудову в напрямі експортоорієнтованих та високотехнологічних галузей. Причиною ввезення капіталу може бути і намагання країн вирішити за допомогою іноземного капіталу проблеми зайнятості населення, особливо коли відчувається напруга на ринку праці.
Особливо гостру потребу в додаткових ресурсах капіталу відчувають країни, що розвиваються, країни з перехідною економікою, країни, в яких відбуваються структурні перетворення. Як правило, в таких країнах нагромадження власного капіталу недостатні.

## Чинники, що зумовлюють міжнародний рух капіталу
Теорія ринкової влади С.Хаймера — суб'єкт інвестиційної діяльності, що вивозить капітал, керується прагненням домінувати на ринку та досягнути ринкової влади. Закордонне інвестування здійснюється з метою придушення конкуренції і збереження контролю над ринком. Практикуються і так звані «захисні інвестиції»: створення за кордоном виробничих потужностей, що є мало не збитковими, зі свідомою метою підриву позицій конкурентів на цих ринках.

Теорія інтерналізації — кожна фірма переслідує мету мінімізації трансакційних витрат(витрат на укладання угод). Зі зменшенням трансакційних витрат операції фірм починають набирати «внутрішнього характеру», тобто відбувається інтерналізація ринків. Мета мінімізації транскацій залишається основним мотивом переведення діяльності за кордон.

Концепція конкурентоспроможності галузі — пояснює міжнародний рух капіталу посиленням конкуренції технологічного характеру між суб'єктами ринку капіталів.

Концепція технологічного нагромадження розглядає міжнародний рух капіталу як наслідок розвитку технології, інноваційного процесу. Фірма створює нові технології з метою закріплення контролю і власності на основі своїх специфічних технологічних переваг.

Концепція оборони національного суверенітету ґрунтується на тому, що зростання зарубіжних інвестицій у національній економіці може спричинити зменшення частки внутрішнього виробництва. Саме тому уряди дотримуються політики протидії розширенню впливу країн-експортерів капіталу або регулюють експорт-імпорт капіталу.

Концепція валютного простору — головним стимулом переведення виробничих потужностей (капіталу в матеріальній формі) за кордон є наявність конкурентних переваг щодо країни-реципієнта. Такі переваги мають інвестори з країн із сильнішою валютою, ніж валюта країн-реципієнтів.

## Інфраструктура міжнародного ринку капіталів
- кредитні інститути, що приймають вклади і задовольняють потреби в інвестиційних кредитах
- кредитні інститути, що ведуть справи клієнтів на біржах
- інвестиційні фонди і компанії, що вкладають отримані кошти в цінні папери, диверсифікуючи вклади з метою зменшення ризику
- великі підприємства, що виступають на міжнародному ринку як самостійні суб'єкти
- страхові компанії
- громадські емітенти
- інвестиційні банки, які для зменшення ризику вводять програми торгівлі цінними паперами.

## Форми міжнародного руху капіталу

### За джерелами походження
- офіційний (державний)
- приватний (недержавний) капітал.

Офіційний капітал — засоби із державного бюджету, що переміщаються за кордон чи ті, що приймаються з-за кордону за рішенням уряду чи міжурядових організацій
Приватний капітал — це засоби приватних фірм, банків та інших недержавних організацій, які переміщуються за кордон чи приймаються з-за кордону згідно з рішеннями їхніх керівних органів та їхніх об'єднань.

### За характером використання коштів
- підприємницький;
- позичковий (міжнародний кредит);
- міжнародна економічна допомога.

Підприємницьким капіталом називають ті засоби, які вкладаються у виробництво з метою отримання доходу. Тоді як позичковий капітал вивозиться у вигляді множинних позик, що надаються державами, великими міжнародними банками та валютними фондами.
Підприємницький капітал фактично означає створення власником капіталу підприємства за кордоном, і в залежності від ступеня контролю за діяльністю створених на території інших країн підприємств розрізняють прямі та портфельні інвестиції цього підприємницького капіталу.
На відміну від підприємницького капіталу, позичковий (кредитний) капітал — це надання довго- та короткострокових позик для отримання відсотка. Позичковий капітал вивозиться у вигляді будівництва за кордоном власних (або на паях) підприємств, шляхом придбання акцій закордонних підприємств, шляхом відкриття за кордоном власних філій або дочірніх підприємств.
У міжнародних масштабах як позичковий капітал в основному використовується офіційних капітал із державних джерел, хоч міжнародне кредитування із приватних джерел також досягає значних об'ємів.

### За термінами вивезення капіталу[3]
- короткостроковий (до одного року)
- середньостроковий (від 1 до 5 років)
- довгостроковий (понад 5 років)

### За типом фінансових зобов'язань
- кредитні операції
- інвестиційні операції

### За цілями використання
- прямі інвестиції
- портфельні інвестиції

Взагалі, інвестицією називають всі види активів (засобів), що були вкладені в господарську діяльність з метою отримання прибутку.
Прямими інвестиціями називається підприємницький капітал за кордоном, що забезпечує контроль над підприємствами, в які він вкладений. Створені за кордоном підприємства однієї фірми можуть існувати у трьох видах:
1. у вигляді дочірніх компаній (вони реєструються як самостійні компанії, мають статус юридичних осіб з власним балансом, але контролюється батьківською компанією; за дочірні компанії також часто приймаються ті компанії за кордоном, в яких інвестор-нерезидент володіє більш 50 % капіталу)
2. у вигляді асоційованих (змішаних) компаній (прямий інвестор-нерезидент володіє менше 50 % капіталу, батьківська фірма має на неї менший вплив від дочірньої, батьківській фірмі належить значна, проте не основна частина акцій)
3. у вигляді філіалів (або відділень), тобто підприємств, що повністю належать прямому інвестору, вони не є самостійними компаніями та юридичними особами.

Другою формою інвестиційної діяльності є портфельні інвестиції.
Портфельні інвестиції — це суто (винятково) фінансові активи у вигляді облігацій та акцій, які деномінуються в національну валюту.
Портфельними інвестиціями є вклади капіталу в іноземні цінні папери, що не дають інвестору права реального контролю над об'єктом інвестування. Такими цінними паперами можуть бути акції та боргові цінні папери (облігації, векселі, боргові зобов'язання та ін.).
Портфельні інвестиції характерніші для приватного підприємницького капіталу, і мають високу ліквідність, адже цінні папери швидко можуть бути перетворені у готівку.